# Hanno cambiato faccia
Pour plus de détails, voir Fiche technique et Distribution.
Hanno cambiato faccia est un film italien réalisé par Corrado Farina, sorti en 1971.
Le film est une transposition du mythe de Dracula dans la société contemporaine : le vampire moderne est un riche ingénieur qui suce le sang de ses victimes avec les armes du consumérisme, du travail, de la religion, du divertissement et de la publicité. 

## Fiche technique
- Titre : Hanno cambiato faccia
- Réalisation : Corrado Farina
- Scénario : Corrado Farina et Giulio Berruti
- Photographie : Aiace Parolin
- Pays d'origine : Italie
- Format : Couleurs - Mono
- Genre : horreur et fantastique
- Date de sortie : 1971

## Distribution
- Adolfo Celi : Giovanni Nosferatu
- Geraldine Hooper : Corinna
- Giuliano Esperati : Alberto Valle
- Francesca Modigliani : Laura